# Bek šuter
Bek šuter ili samo šuter je jedna od pet košarkaških pozicija. Šuteri su uglavnom niži, brži od krila. Njihov zadatak je postizanje koševa, a često su i asistenti svojih momčadi. Ne postoji određen stil igre beka šutera, neki pokušavaju postizati koševe šutevima s distance, drugi to čine ulascima pod koš, i polaganjima ili zakucavanjima. 

## Današnji poznati NBA bekovi šuteri
- Ray Allen, Miami Heat
- Raja Bell, Golden State Warriors
- Kobe Bryant, Los Angeles Lakers
- Anthony Parker, Cleveland Cavaliers
- Manu Ginobili, San Antonio Spurs
- Ben Gordon, Detroit Pistons
- Willie Green, Philadelphia 76ers
- Richard Hamilton, Detroit Pistons
- Eddie House, Boston Celtics
- Joe Johnson, Atlanta Hawks
- Kevin Martin, Houston Rockets
- O. J. Mayo, Memphis Grizzlies
- Tracy McGrady, Detroit Pistons
- Ronald Murray, Charlotte Bobcats
- Brandon Roy, Portland Trail Blazers
- Kareem Rush, Indiana Pacers
- J. R. Smith, New York Knicks
- DeShawn Stevenson, Washington Wizards
- Dwyane Wade, Miami Heat
- Michael Redd, Milwaukee Bucks
- Jason Richardson, Phoenix Suns
- Jason Terry, Brooklyn Nets